# 任泽民
任泽民（1954年5月12日—），贵州省贵阳市人。男，汉族。中华人民共和国政治人物。1970年9月参加工作，1978年6月加入中国共产党。贵州财经学院工业经济系毕业，经济学学士学位，经济师。第十六届、十八届中纪委委员。曾任中共山西省委常委、组织部部长，中共浙江省委常委、省纪委书记。

## 生平
在贵州省贵阳市装卸公司当工人，后任公司团委书记。1982年，毕业于贵州财经学院工业经济系，毕业后供职于劳动人事部，历任计划劳力局干部，劳动力管理局企业劳动力管理处副处长；劳动力管理和就业司企业管理处处长；劳动力管理和就业司副司长；劳动关系与监察司副司长、司长。1998年，任劳动和社会保障部法制司司长。2001年，任中纪委驻新闻出版总署纪检组组长、党组成员。
2005年，任中共山西省委常委、组织部部长。
2009年5月，任中共浙江省委常委、纪委书记。2017年1月，當選浙江省監察委員會主任。2017年4月，不再担任中共浙江省委常委、纪委书记。